# Флора Огбениану
Флора Огбениану Огоэгбунам Азикиве (англ. Flora Azikiwe; 7 августа 1917, Онича, Колониальная Нигерия — 22 августа 1983) — первая леди Нигерии (1 октября 1963 — 16 января 1966), первая жена Ннамди Азикиве, первого президента Нигерии.

## Биография
Родилась в семье вождя Огоэгбунама. Христианка.
Познакомилась с будущим супругом в 1934 году, свадьба состоялась 4 апреля 1936 года в современной Гане, где Ннамди Азикиве в то время работал редактором газеты African Morning Post.
В браке родила дочь и троих сыновей.
Была членом Восточного комитета Национального совета Нигерии и Камеруна, первым покровителем Ассоциации домашних наук (HSA), ранее известной как Федеральная ассоциация домашних наук, основанной в мае 1961 года группой активных женщин-педагогов, которые интересовались экономикой дома, улучшением качества жизни семьи, воспитания детей. Никогда не выезжала за границу для медицинского осмотра и не делала покупки в Париже, как это делали первые леди после неё. За исключением нескольких случаев, когда она сопровождала своего мужа во время государственных визитов, вела себя скромно, почти незаметно.
Как жена президента выступала за права женщин, улучшение их социально-экономического положения.
22 августа 1983 г. умерла в возрасте 66 лет.